# Александер Слабінскі
Александер Слабінскі (англ. Alexander Slabinsky; нар. 6 березня 1986) — колишній британський тенісист.
Найвищу одиночну позицію світового рейтингу — 266 місце досяг 20 жовтня 2008, парну — 276 місце — 17 травня 2010 року.
Найвищим досягненням на турнірах Великого шолома було 2 коло в парному розряді.
Завершив кар'єру 2014 року.

## Фінали в одиночному розряді
| Легенда (одиночний розряд) |
| Тур ATP Челленджер (0)     |
| ITF Ф'ючерс (5)            |

| Ранг | Дата             | Турнір                         | Покриття | Суперник у фіналі | Рахунок            |
| 1.   | 8 листопада 2005 | Wrexham Satellite 05           | Тверде   | Сергій Бубка      | 7–6, 2–6, 6–4      |
| 2.   | 17 грудня 2007   | Нігерія F4                     | Тверде   | Кетелін Гирд      | 6–4, 6–3           |
| 3.   | 8 травня 2010    | Единбург, Велика Британія F6   | Ґрунт    | Матьє Родрігес    | 7–6(7–4), 7–5      |
| 4.   | 21 липня 2012    | Філікстоу, Велика Британія F11 | Трава    | Том Берн          | 7–5, 5–7, 6–4      |
| 5.   | 26 серпня 2012   | Енсхеде, Нідерланди F5         | Ґрунт    | Олівер Голдінг    | 6–7(5–7), 6–3, 6–4 |

Поразка
| Ранг | Дата            | Турнір              | Покриття | Суперник у фіналі  | Рахунок       |
| 1.   | 18 червня 2007  | Ірландія F1         | Килим    | Колін Ебелтіт      | 2–6, 3–6      |
| 2.   | 27 серпня 2007  | Велика Британія F16 | Тверде   | Івабуті Сатосі     | 3–6, 2–6      |
| 3.   | 22 вересня 2008 | Швеція F2           | Тверде   | Міхаель Рідерстедт | 1–6, 4–6      |
| 4.   | 29 серпня 2010  | Познань, Польща F6  | Ґрунт    | Марцин Ґаврон      | 3–6, 4–6      |
| 5.   | 20 жовтня 2012  | Аннаба, Алжир F2    | Ґрунт    | Стівен Діес        | 6–4, 4–6, 1–6 |

## Фінали в парному розряді
| Ранг | Дата           | Турнір                         | Покриття | Партнер                      | Суперник у фіналі                    | Рахунок             |
| 1.   | 5 червня 2006  | Італія F7                      | Ґрунт    | Константінос Олівер Калаїціс | Сімоне Аппіо Мауро Комміссо          | 6–3, 6–4            |
| 2.   | 10 грудня 2007 | Нігерія F3                     | Тверде   | Навдіп Сінгх                 | Ідан Марк Амір Вайнтрауб             | 7–6(2), 3–6, [10–7] |
| 3.   | 14 січня 2011  | Глазго, Велика Британія F1     | Тверде   | Кріс Ітон                    | Харрі Хеліовара Юго Паукку           | 6–7(3), 6–1, [10–2] |
| 4.   | 5 травня 2013  | Балагер (Іспанія), Іспанія F12 | Ґрунт    | Ферран Вентура-Мартель       | Єспер Корсбек Єнсен Гонсалу Олівейра | 3–6, 6–3, [11–9]    |

Поразка
| Ранг | Дата            | Турнір                                     | Покриття | Партнер           | Суперники у фіналі                        | Рахунок          |
| 1.   | 20 березня 2006 | Австралія F4                               | Ґрунт    | Роберт Гейбіттел  | Дам'ян Патріарка Джозеф Сіріанні          | 6–7(4), 1–6      |
| 2.   | 7 квітня 2008   | Росія F1                                   | Тверде   | Кріс Ітон         | Сергій Демьохін Костянтин Кравчук         | 1–6, 2–6         |
| 3.   | 30 жовтня 2009  | Кардіфф, Велика Британія F16               | Тверде   | Тім Бредшоу       | Баррі Кінґ Джеймс Макгі                   | 4–6, 6–7(3)      |
| 4.   | 4 грудня 2009   | Санто-Домінго, Домініканська Республіка F2 | Тверде   | Амір Вайнтрауб    | Адам Ель Мідаві Блейк Строуд              | 3–6, 6–2, [7–10] |
| 5.   | 26 грудня 2009  | Sorocaba, Бразилія F32                     | Ґрунт    | Гільєрмо Алькайде | Александре Бонатту Родрігу-Антоніу Гріллі | 2–6, 4–6         |
| 6.   | 3 січня 2010    | Сан-Паулу, Бразилія F34                    | Тверде   | Гільєрмо Алькайде | Хуан-Пабло Амадо Родрігу-Антоніу Гріллі   | 4–6, 5–7         |
| 7.   | 19 березня 2010 | Астана, Казахстан F1                       | Тверде   | Александер Пея    | Євген Кириллов Олександр Кудрявцев        | 3–6, 4–6         |
| 8.   | 10 вересня 2010 | Cumberland, Лондон, Велика Британія F13    | Тверде   | Клаудіо Грассі    | Девід Райс Шон Торнлі                     | 6–2, 3–6, [0–10] |
| 9.   | 29 січня 2011   | Каарст, Німеччина F3                       | Килим    | Кріс Ітон         | Кевін Кравіц Марцель Ціммерманн           | 3–6, 5–7         |
| 10.  | 29 квітня 2011  | Борнмут, Велика Британія F5                | Ґрунт    | Карлос Поч-Градін | Девід Райс Шон Торнлі                     | 3–6, 4–6         |
| 11.  | 15 квітня 2012  | Анталія, Туреччина F14                     | Тверде   | Геро Кречмер      | Ріхард Бекер Ніколаус Мозер               | 4–6, 1–6         |